# 25th Anniversary: Retrospect
25th Anniversary: Retrospect는 부활이 데뷔 25주년을 기념하여 발매한 정규 12집 앨범의 첫 번째 파트이다. 음반 계획은 디지털 싱글이었지만, 25주년 기념앨범이라는 점과 팬들에 대한 성의를 표하기 위해 디지털 싱글 형식 대신 정규 음반 형태를 취하였다. 다만, 음반 제작 기간이 오래 걸리는 점을 감안하여 음반을 나누어 발매하였다. 음반은 세 곡의 신곡과 세 곡의 재녹음곡으로 구성되었다. 이전 앨범까지 키보드를 맡았던 엄수한이 제외된 네 명의 라인업으로 앨범을 작업하였다.

## 수록곡
| #             | 제목                | 작사           | 작곡          | 원곡수록앨범                      | 재생 시간 |
| ------------- | ------------------- | -------------- | ------------- | --------------------------------- | --------- |
| 1.            | 〈"생각이나"〉      | 김태원         | 김태원        | 신곡                              | 4:03      |
| 2.            | 〈"또다시 사랑이"〉 | 정동하, 김태원 | 서재혁        | 신곡                              | 4:02      |
| 3.            | 〈"OZ"〉            | 서재혁, 정동하 | 서재혁        | 신곡                              | 3:54      |
| 4.            | 〈"어제"〉          | 김태원         | 김태원        | 영화 '아이 러브 유' O.S.T. (2001) | 4:21      |
| 5.            | 〈"슬픈 사슴"〉     | 김태원         | 김태원        | 'Remember' (1987)                 | 4:07      |
| 6.            | 〈"흑백영화"〉      | 김태원         | 김태원        | '기억상실' (1993)                 | 4:51      |
| 총 재생 시간: | 총 재생 시간:       | 총 재생 시간:  | 총 재생 시간: | 총 재생 시간:                     | 25:18     |

## 구성원
- 정동하 - 보컬
- 김태원 - 기타
- 서재혁 - 베이스
- 채제민 - 드럼